# NGC 4834
NGC 4834 é uma galáxia espiral (Sbc) localizada na direcção da constelação de Canes Venatici. Possui uma declinação de +52° 17' 45" e uma ascensão recta de 12 horas, 56 minutos e 25,1 segundos.
A galáxia NGC 4834 foi descoberta em 26 de Abril de 1789 por William Herschel.